# Wellersberg (Spessart)
Der Wellersberg ist ein 479,4 m ü. NHN hoher Gipfel im hessischen Spessart. Zu ihm führen Wege von der Frammersbacher Brauerei sowie von Mosborn und Kempfenbrunn. Von Westen ist der von Nadelwald bedeckte Berg durch eine mit NW5 markierte Forststraße erschlossen. Der höchste Punkt ist mit einer Holztafel markiert.

## Wellberg
Nach Süden erstreckt sich ein langgestreckter Rücken, dessen höchster Punkt (404 m, 50° 5′ N, 9° 27′ O) ebenfalls den Namen Wellersberg trägt. Er liegt bereits in Bayern und wird in der Topographischen Karte dieses Bundeslands als „Wellberg“ bezeichnet. Über seinen höchsten Punkt führt zwar eine Schneise, die Stelle ist aber nicht kenntlich gemacht. Allerdings befindet sich bei einer Wegkreuzung auf einem Sattel direkt an der Landesgrenze eine Holztafel mit der Aufschrift „Wellberg, 404 Meter“, obwohl die Kreuzung selbst weniger als 400 Meter hoch und ungefähr 625 Meter nordwestlich des höchsten Punktes liegt.

## Bergfeld und Wellerstal
Einen Kilometer westlich liegt das Bergfeld, eine landwirtschaftlich genutzte Rodungsinsel auf bis zu rund 460 Metern über dem Meeresspiegel. Zwischen dem Wellberg und dem Heuberg erstreckt sich das Wellerstal. Es mündet bei der Waldschloss-Brauerei in das Lohrtal. In seinem untersten Bereich haben Frammersbacher Vereine (Schützen, Angler, Geflügelzüchter) ihre Anlagen. Der mittlere auch noch bayerische Abschnitt wird von zwei guten Forststraßen gequert und ist – wenn auch oberhalb des Talgrunds – gut erschlossen, der obere hessische in Längsrichtung auf einem Forstweg begehbar, der aber wie weitere auf den topographischen Karten verzeichnete Forstwege am oberen Ende am Bergfeld schon recht zugewachsen ist, was eine Begehung in der wärmeren Jahreshälfte wegen der Zeckengefahr problematisch macht.